# Anne Cutler
Pour les articles homonymes, voir Cutler.
Elizabeth Anne Cutler, née le 17 janvier 1945 à Armadale (Melbourne) et morte le 7 juin 2022 à Nimègue (Pays-Bas), est une psycholinguiste australienne.
Elle est professeure émérite de psycholinguistique comparée à l'université Radboud de Nimègue et ancienne directrice de l'Institut Max-Planck de psycholinguistique (en).

## Carrière
Anne Cutler étudie la psychologie et la germanistique à l'université de Melbourne, où elle obtient un baccalauréat universitaire en 1964 et une maîtrise de linguistique des langues germaniques en 1971. Après l'obtention d'un doctorat en psycholinguistique à l'université du Texas à Austin en 1975,, elle devient chercheuse postdoctorale au Massachusetts Institute of Technology (MIT). Elle travaille au Laboratoire de psychologie expérimentale de l'université du Sussex de 1976 à 1982, puis au sein du groupe de psychologie appliquée (en) du Conseil de la recherche médicale de l'université de Cambridge de 1982 à 1993. De 1995 à 2013, elle est professeure de psycholinguistique comparée à l'université Radboud de Nimègue, aux Pays-Bas.
En 1993, Anne Cutler devient membre de la Société Max-Planck. Elle fait partie de la direction de l'Institut Max-Planck de psycholinguistique (en) de 1993 à 2013, plus particulièrement en tant que directrice générale de 2001 à 2003 et de 2009 à 2010. En 2004, elle devient professeure adjointe à l'Institut MARCS de l'université occidentale de Sydney, où elle est professeure titulaire depuis 2006.
Ses travaux de recherche, compilés dans son ouvrage Native Listening, portent principalement sur la réception du langage oral par l'auditeur humain, notamment sur l'impact de l'expérience langagière propre à chaque langue sur les processus cérébraux de déchiffrement du langage oral. Ses recherches sur les lapsus et les accents toniques ont montré que la mémoire des mots destinée à la production du langage s'organise non seulement en fonction du sens des mots, mais aussi en fonction de leur forme phonétique et de leur structure morphologique. Anne Cutler a découvert que les processus mentaux de décomposition du langage oral et entendu ne sont pas universels, mais spécifiques à chaque langue, les auditeurs étant guidés par la structure rythmique spécifique de leur langue. Elle a également constaté que les enfants acquièrent ces mécanismes de décomposition du langage au cours de la première année, avant l'apprentissage de la signification des mots[réf. nécessaire].

## Distinctions
Anne Cutler décroche le prix de Psychologie cognitive de la British Psychology Society (en) en 1997, puis le prix Spinoza de l'Organisation néerlandaise de recherche scientifique (en) en 1999. Elle donne la conférence Heisenberg de la Fondation Siemens (de) en 2001, la conférence Bartlett de la Société de psychologie expérimentale (EPS) en 2006 et la conférence R. Douglas Wright de l'université de Melbourne en 2011. En 2014, elle reçoit la médaille de l'International Speech Communication Association (ISCA).
Anne Cutler est élue membre de l'Académie royale néerlandaise des arts et des sciences en 2000 et membre de la Royal Society en 2015,. Elle est aussi membre de l'Academia Europaea depuis 1999, de l'Académie nationale des sciences aux États-Unis depuis 2008, de la Société américaine de philosophie et de l'Académie des sciences sociales d'Australie (en), ainsi que membre honoraire de l'Académie australienne des humanités (en), de la Société linguistique d'Amérique (en) et de l’Association for Laboratory Phonology (en).

## Publications (sélection)

### Ouvrages et chapitres
- (en) Anne Cutler (réd. et éd.), Slips of the tongue and language production, La Haye, Mouton, 1982 (DOI 10.1515/9783110828306)
- (en) « Lexical Access », dans L. Nadel, Encyclopedia of Cognitive Science, Nature Publishing Group, 2006 (ISBN 9780470016190, DOI 10.1002/0470018860), p. 858-864
- (en) J. M. McQueen et A. Cutler, « Cognitive processes in speech perception », dans W. J. Hardcastle, J. D. Laver (éd.), The handbook of phonetic sciences, Oxford, Blackwell, 1997, p. 556-585
- (en) Anne Cutler, Native Listening : Language Experience and the Recognition of Spoken Words, MIT Press, juillet 2012, 576 p. (ISBN 978-0-262-01756-5, présentation en ligne)

### Articles scientifiques
- (en) David A Swinney et Anne Cutler, « The access and processing of idiomatic expressions », Journal of Verbal Learning and Verbal Behavior, vol. 18, no 5,‎ 1979, p. 523-534 (DOI 10.1016/S0022-5371(79)90284-6)
- (en) A. Cutler, J. Mehler, D. Norris et J. Segui, « The syllable's differing role in the segmentation of French and English », Journal of Memory and Language, vol. 25, no 4,‎ 1986, p. 385 (DOI 10.1016/0749-596X(86)90033-1, hdl 11858/00-001M-0000-0013-346B-2 )
- (en) Anne Cutler et David M Carter, « The predominance of strong initial syllables in the English vocabulary », Computer Speech & Language, vol. 2, nos 3-4,‎ 1987, p. 133-142 (DOI 10.1016/0885-2308(87)90004-0)
- (en) A. Cutler et D. Norris, « The role of strong syllables in segmentation for lexical access », Journal of Experimental Psychology: Human Perception and Performance, vol. 14,‎ 1988, p. 113-121 (DOI 10.1037/0096-1523.14.1.113, CiteSeerx 10.1.1.472.3481)
- (en) Anne Cutler, Jacques Mehler, Dennis Norris et Juan Segui, « Limits on bilingualism », Nature, vol. 340, no 6230,‎ 1989, p. 229–230 (ISSN 0028-0836, PMID 2755479, DOI 10.1038/340229a0, Bibcode 1989Natur.340..229C, hdl 2066/15593 )
- (en) Peter W Jusczyk, Anne Cutler et Nancy J Redanz, « Infants' preference for the predominant stress patterns of English words », Child Development, vol. 64, no 3,‎ juin 1993 (DOI 10.1111/j.1467-8624.1993.tb02935.x)
- (en) D. Dahan et W. Van Donselaar, « Prosody in the comprehension of spoken language: A literature review », Language and Speech, vol. 40,‎ 1997, p. 141-201 (DOI 10.1177/002383099704000203)
- (en) Dennis Norris, James M McQueen et Anne Cutler, « Perceptual learning in speech », Cognitive Psychology, vol. 47, no 2,‎ 2003, p. 204-238 (DOI 10.1016/S0010-0285(03)00006-9)
- (en) J. M. McQueen, D. Norris et A. Cutler, « The dynamic nature of speech perception », Language and Speech, vol. 49,‎ 2006, p. 101-112 (DOI 10.1177/00238309060490010601)